# Joppe Heremans
Joppe Heremans, né le 20 août 2003 à Zonderschot (un hameau d'Heist-op-den-Berg), est un coureur cycliste belge. Il est membre de l'équipe VolkerWessels.

## Biographie
Joppe Heremans pratique le cyclisme depuis son enfance. Il est formé au sein d'un club implanté à Heist-op-den-Berg, sur ses terres natales. Sous les couleurs de cette structure, il devient champion provincial dans sa tranche d'âge en 2018. Il poursuit ensuite la compétition au sein de diverses formations. En parallèle de sa carrière sportive, il suit des études dans le domaine du génie civil à l'université. Il se décrit avant tout comme un puncheur. Ses sœurs Ella et Kato sont elles aussi coureuses cyclistes. 
En 2024, il réalise une bonne saison en obtenant une victoire et une vingtaine de tops dix. Il termine notamment deuxième d'une étape du Tour de Namur, quatrième du Tour du Limbourg et de l'Arden Challenge, ou encore sixième de la SD Worx BW Classic. Grâce à ses performances, il remporte le classement final de l'U23 Road Series, qui regroupe plusieurs courses belges et néerlandaises. 
Pour la saison 2025, il intègre l'équipe continentale VolkerWessels. Il se distingue dès sa reprise en prenant la deuxième place de Bruxelles-Opwijk, à l'issue d'un sprint. Le 27 avril, il finit onzième de la Famenne Ardenne Classic. Quelques jours plus tard, il monte sur le podium du Trofee Maarten Wynants, une kermesse professionnelle. Il termine également troisième de la Flèche du Sud au début du mois de juin, tout en ayant remporté la dernière étape. C'est son premier succès acquis sur une épreuve inscrite au calendrier de l'UCI.

## Palmarès et résultats

### Par année
- 2024
  - U23 Road Series
  - Grand Prix John Hannes
- 2025
  - 5e étape de la Flèche du Sud
  - 2e étape de la Course de Solidarność et des champions olympiques
  - Kemmel Koerse
  - 2e de Bruxelles-Opwijk
  - 3e du Trofee Maarten Wynants
  - 3e de la Flèche du Sud
  - 3e de la Course de Solidarność et des champions olympiques
  - 3e du championnat de Belgique sur route espoirs

### Classements mondiaux
| Année           | 2024   |
| --------------- | ------ |
| UCI Europe Tour | 1 331e |